# Pteromys
Pteromys és un gènere d'esquirols originaris del nord d'Euràsia. Fan 12-22,8 cm de llargada, sense comptar la cua, que mesura 10,8-12,7 cm. L'espècie P. volans pesa aproximadament 90-170 g. Tenen els pèls llargs, fins i suaus. La coloració de les parts superiors va des del gris argentat clar fins al gris-camussa, mentre que les parts inferiors i la superfície interna de les potes i el patagi són de color blanc-camussa. Se n'han trobat restes fòssils a Aomori (Japó).